# Rostokino
Rostokino (Russisch: Ростокино) is een station aan de kleine ringspoorlijn in de Russische hoofdstad Moskou. Dit is een geheel nieuw station van de ringlijn dat ligt op de kruising van de spoorlijn naar Jaroslavl met de kleine ringspoorlijn. In 1908 was er al een station met dezelfde naam gebouwd dat aan de westkant van de Prospekt Mira. Het nieuwe station ligt aan de oostkant en werd onder de werknaam Jaroslavskaja (Russisch: Ярославская) gebouwd. De bouw begon pas aan het eind van de zomer 2015 en het zag er lange tijd naar uit dat het bij de heropening van de ringspoorlijn voor personenverkeer niet gereed zou zijn. Toch behoorde het station tot de 26 die op 10 september 2016 geopend zijn. Het spoorwegstation Severjanin (noord) ligt ongeveer 300m noordelijker aan de spoorlijn naar Jaroslavl.